# Schwerer Wehrmachtschlepper
Schwerer Wehrmachtschlepper (sWS) – niemiecki ciągnik półgąsienicowy, używany podczas II wojny światowej.

## Zamówienie
Armia niemiecka żądała znormalizowanego ciągnika półgąsienicowego, taniego i prostego w produkcji. Waffenamt zamówił w 1942 roku w firmie Büssing-NAG projekt takiego właśnie pojazdu

## Produkcja
Wozy półgąsienicowe są z natury skomplikowanymi konstrukcjami, co powoduje, że proces projektowania jest raczej powolny. Mimo to produkcja nowego ciągnika rozpoczęła się już jesienią 1943 roku w berlińskich zakładach Büssing-NAG i w zakładach Ringhoffer-Tatra w Kolinie. Nie przypisywano mu nigdy numeru Sd.Kfz., a powszechnie nazywany był schwerer Wehrmachtschlepper (ciężki ciągnik armii). W związku z późniejszym wejściem do produkcji, do końca wojny wyprodukowano ich jedynie ok. 1000.

## Schwerer Wehrmachtschlepper (gep. Ausf.)
Schwerer Wehrmachtschlepper w planach niemieckiej armii miał być standardowym ciężkim ciągnikiem holowniczym. Nigdy nie osiągnął tego statusu. Jednak z powodu większej ładowności i lepszych właściwości podczas jazdy terenowej w porównaniu z Maultierem, wojsko chciało go wykorzystać w roli transportera uzbrojonego w wyrzutnię rakietową Nebelwerfer, co nastąpiło w połowie 1944 roku. Kadłub został opancerzony w podobny sposób jak w pojeździe 15 cm Panzerwerfer 42 auf Selbstfahrlafette.  Zamontowano również na nim 10-lufową wyrzutnię Nebelwerfer 42. Pojazdy na podwoziu sWS mogły dodatkowo zabierać większą ilość amunicji niż pojazdy na podwoziu Maultiera. Inna opancerzona kabina została zaprojekotwana dla wersji z rozkładanymi burtami, która stanowiła doskonałą platformę dla działa przeciwlotniczego 3,7 cm FlaK 43 L/89 kalibru 37 mm. Obie wersje pojazdu weszły do służby w połowie 1944 r. i pozostały w niej do końca wojny.